# 長島石
長島石（ながしませき、 Nagashimalite）は、1980年に発表された日本産新鉱物で、国立科学博物館の鉱物学者、松原聰と加藤昭により、群馬県桐生市茂倉沢鉱山のマンガン鉱石から発見された。化学組成はBa4(V3+,Ti)4B2Si8O27(O,OH)2Cl。斜方晶系。日本におけるアマチュア鉱物愛好家の草分けであった長島乙吉の、鉱物学への貢献をたたえて命名された。